# Özcan Deniz
Özcan Deniz (Ankara, 19 mei 1972) is een Turkse zanger, acteur, componist, scenarioschrijver en regisseur. In Nederland vooral bekend met zijn concerten voor Turkse Nederlanders, zijn rol in de populaire televisieserie Asmalı Konak die ook in Nederland is uitgezonden en zijn speelfilms die ook in bioscopen in Nederland hebben gedraaid.

## Levensloop
Özcan Deniz is geboren op 19 mei 1972 in Ankara. Zijn familie komt oorspronkelijk uit Ağrı en is van Koerdische oorsprong. Toen Özcan vijf jaar was, verhuisde hij samen met zijn familie van Ankara naar Aydın. Hij bracht zijn jeugd door in Aydın en de Egeïsche Zeeregio. Als kind hield hij zich al bezig met zingen, en was onderdeel van een muziekband. Het geld dat hij verdiende ging naar zijn arme familie. Toen hij veertien jaar oud was, besloot hij zijn eigen band op te richten, genaamd "mavi deniz" (vertaling: "blauwe zee").
In het district Sultanhisar van de provincie Aydın, nam hij deel aan het traditionele zangfestival. Hij werd de winnaar van het festival. Hierna begon hij te fantaseren om naar Istanboel te gaan, zodat hij daar verder aan zijn carrière kon werken. Wat kort erna ook gebeurde. In 1988 verhuisde hij naar Istanboel, maar een jaar later al vertrok hij naar Duitsland. Daar trad hij op in clubs totdat hij ontdekt werd door een muziekproducent.
In 1991 keerde hij terug naar Turkije. Hij werd als eerst als zanger populair in Turkije. In 1992 bracht hij zijn eerste album uit. Dat jaar trouwde hij ook met Handan Deniz van wie hij in 2002 scheidde. In de jaren 90 en 2000 scoorde hij veel hits in Turkije. Vele van deze albums hebben ook prijzen gewonnen. Naast het maken van muziek had hij ook interesse in het maken en schrijven van film. In 1994 had hij zijn eerste rol als acteur. Zijn eerste grote rol als acteur kwam echter wat later in het jaar 2002 toen hij de rol van Seymen Karadağ in Asmalı Konak speelde. Deze soapserie werd zo populair, dat hij zelfs door de NPS op de Nederlandse televisie is uitgezonden. Vanaf het jaar 2011 is Özcan ook steeds meer zelf gaan schrijven en regisseren van films. Ook speelt hij vaak zelf in zijn eigen televisieseries en films.
Op 8 maart 2018 trouwde Özcan Deniz met zijn hoogzwangere vriendin Feyza Aktan. Op 29 april 2018 werd hun zoon Kuzey geboren.

## Discografie

### Albums
| Datum van verschijnen | Album                                          |
| --------------------- | ---------------------------------------------- |
| 01-01-1992            | Yine Ağlattın Beni                             |
| 01-01-1993            | Meleğim / Ne Gereği Vardı / İhanet (Hadi Hadi) |
| 01-01-1993            | Hadi Hadi Meleğim (Amanın Aman)                |
| 01-01-1994            | Beyaz Kelebeğim                                |
| 18-03-1997            | Yalan Mı?                                      |
| 19-10-1998            | Çoban Yıldızı                                  |
| 15-08-2000            | Aslan Gibi / Dokunma                           |
| 22-05-2002            | Leyla                                          |
| 07-11-2003            | Asmalı Konak (Hayat Film Müzikleri)            |
| 24-06-2004            | Ses ve Ayrılık                                 |
| 28-05-2007            | Hediye                                         |
| 25-05-2009            | Sevdazede                                      |
| 03-07-2012            | Bi Düşün                                       |

### Singles
- 2009 Her Şey Değişir (feat Pamela & Fuat)
- 2012 Merakımdan